# مقاطعة كغاركونيك
محافظة كغاركونيك (بالأرمنية: Գեղարքունիքի մարզ)‏ هي محافظة في أرمينيا. يقدر عدد سكانها بـ 235,075 نسمة ومساحتها 5,348 كم2 (2,065 ميل مربع). عاصمتها وأكبر مدن المحافظة هي غاوار.
تقع محافظة كغاركونيك في القسم الشرقي من أرمينيا على الحدود مع أذربيجان ومنطقة شاهوميان الواقعة في جمهورية مرتفعات قرة باغ بحكم الأمر الواقع. كغاركونيك هي أكبر محافظات أرمينيا. ولكن تُشكل مساحة 1,278 كم2 تقريباً (493 ميل مربع) منها بحيرة سيفان وهي أكبر بحيرة في جنوب القوقاز ومنطقة جذب سياحية هامة على صعيد المنطقة. يمر طريق يريفان-سيفان-ديليجان الجمهوري عبر المحافظة.

## أصل التسمية والرموز
يُشتق اسم «كغاركونيك» من اسم الملك «كغام» وهو ملك هايكزوني من الجيل الخامس ومن أحفاد البطريرك الأسطوري ومؤسس دولة هايك الأرمينية. كان كغام والد كل من سيساك (مؤسس سلالة سيونيا) وهارما (جد آرا الجميلة). واسم كل من جبال غيغهام وبحيرة غيغهام (حالياً تُعرف باسم بحيرة سيفان) نسبةً لغيغهام.
يُعد النورس الأرميني رمزاً للمحافظة. ويُصوّر النورس وهو يطير فوق بحيرة سيفان وشبه جزيرتها ومحاطة بجبال سيفان في شعار محافظة كغاركونيك الذي اُعتمِدَ بتاريخ 4 مايو عام 2011. وتُمّثل سنبلتي القمح على جانبي الشعار السمات الزراعية للمحافظة، بينما يُمّثل الكتاب المفتوح بالأسفل التراث الثقافي والفكري للمنطقة.

## مدن محافظة غغاركونيك
- تشامباراك
- غاوار
- مارتوني
- سيفان (أرمينيا)
- واردنيس

## من البلدات الكبيرة والمهمة
- Aghberk
- Akhpradzor
- Akunk
- Antaramej
- Areguni
- Arpunk
- Artanish
- Artsvanist
- آرتسواشن
- Astghadzor
- Avazan
- Aygut
- Ayrk
- Azat
- Berdkunk
- Chkalovka
- Daranak
- Ddmashen
- Dprabak
- Drakhtik
- Dzoragyugh
- Dzoravank
- Gandzak
- Geghakar
- Geghamabak
- Geghamasar
- Geghamavan
- Gegharkunik
- Geghhovit
- Getik
- Hayravank
- Jaghatsadzor
- Jil
- Kakhakn
- Kalavan
- Karchaghbyur
- Karmirgyugh
- Khachaghbyur
- Kut
- Kutakan
- Lanjaghbyur
- Lchap
- Lchashen
- Lchavan
- Lichk
- Lusakunk
- Madina
- Makenis
- Martuni
- Mets Masrik
- Nerkin Getashen
- Nerkin Shorzha
- Norabak
- Norakert
- Norashen
- Noratus
- Pambak
- Pokr Masrik
- Sarukhan
- Semyonovka
- Shatjrek
- Shatvan
- Shoghakat
- سوتك
- Torfavan
- Tretuk
- Tsaghkashen
- Tsaghkunk
- Tsakkar
- Tsapatagh
- Tsovagyugh
- Tsovasar
- Tsovazard
- Tsovak
- Tsovinar
- Ttujur
- Vaghashen
- Vahan
- فانفان
- Vardadzor
- Vardenik
- Varser
- Verin Getashen
- Verin Shorzha
- Yeranos
- Zolakar
- Zovaber

## معرض الصور

غغاركونيك
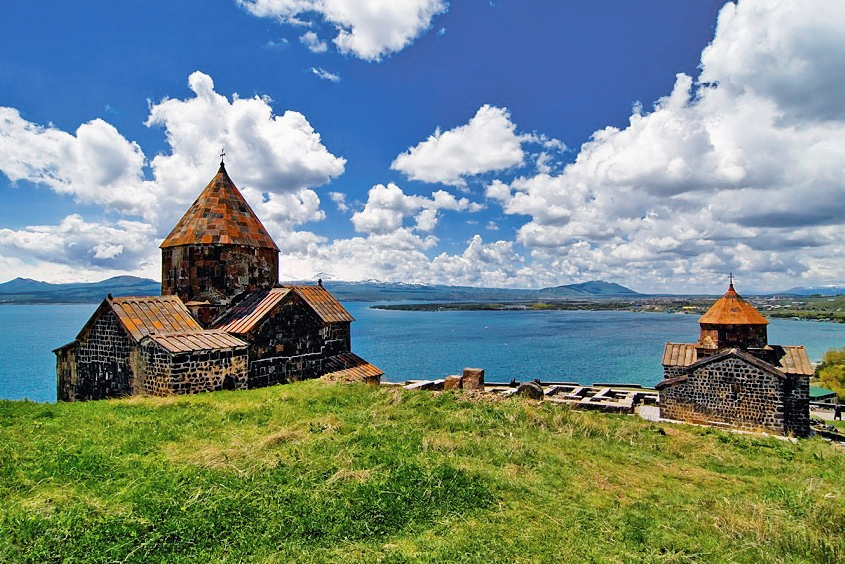
سيفانافانك، تعود لعام 874م
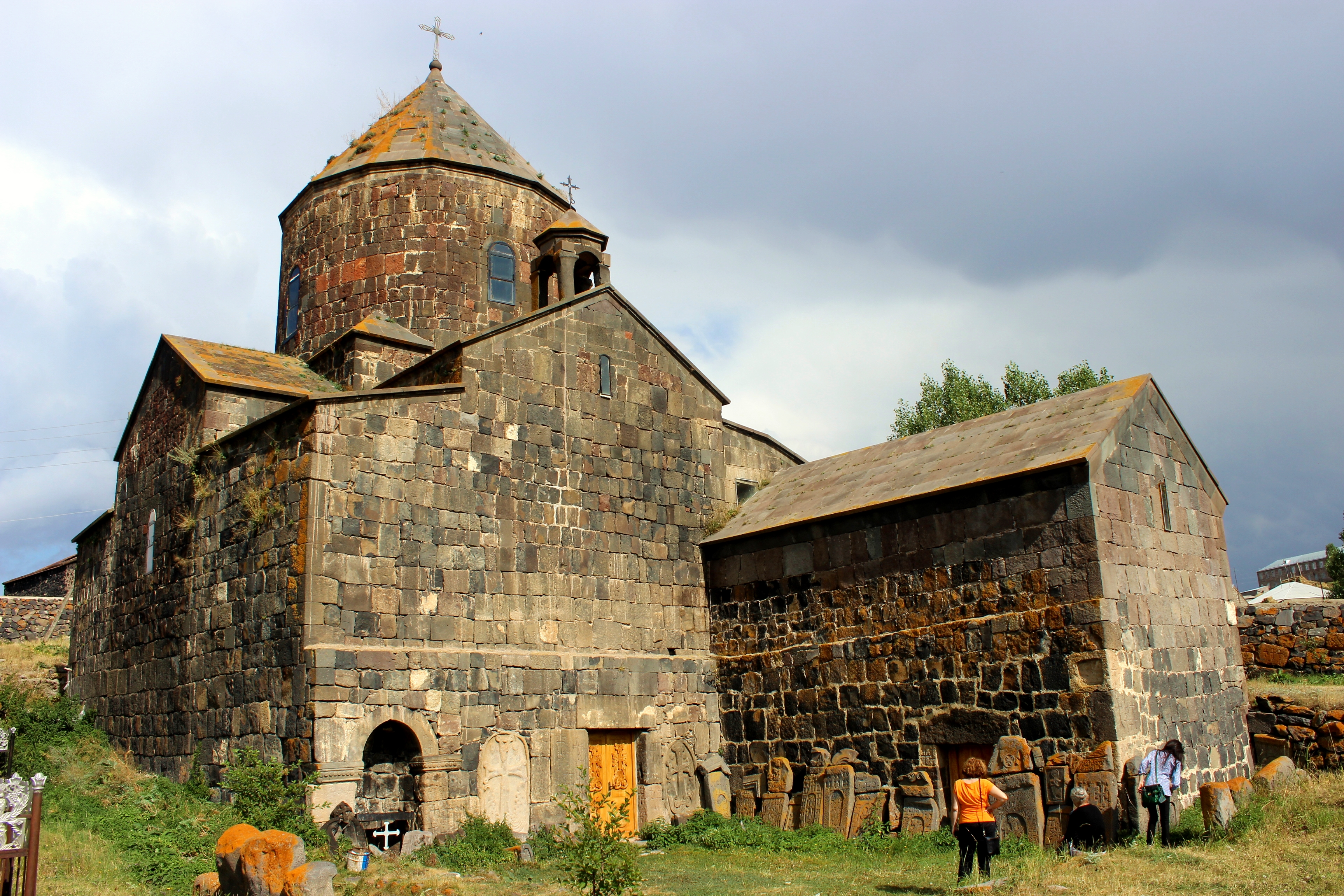
ماكنياتس فانك، تعود للقرن التاسع
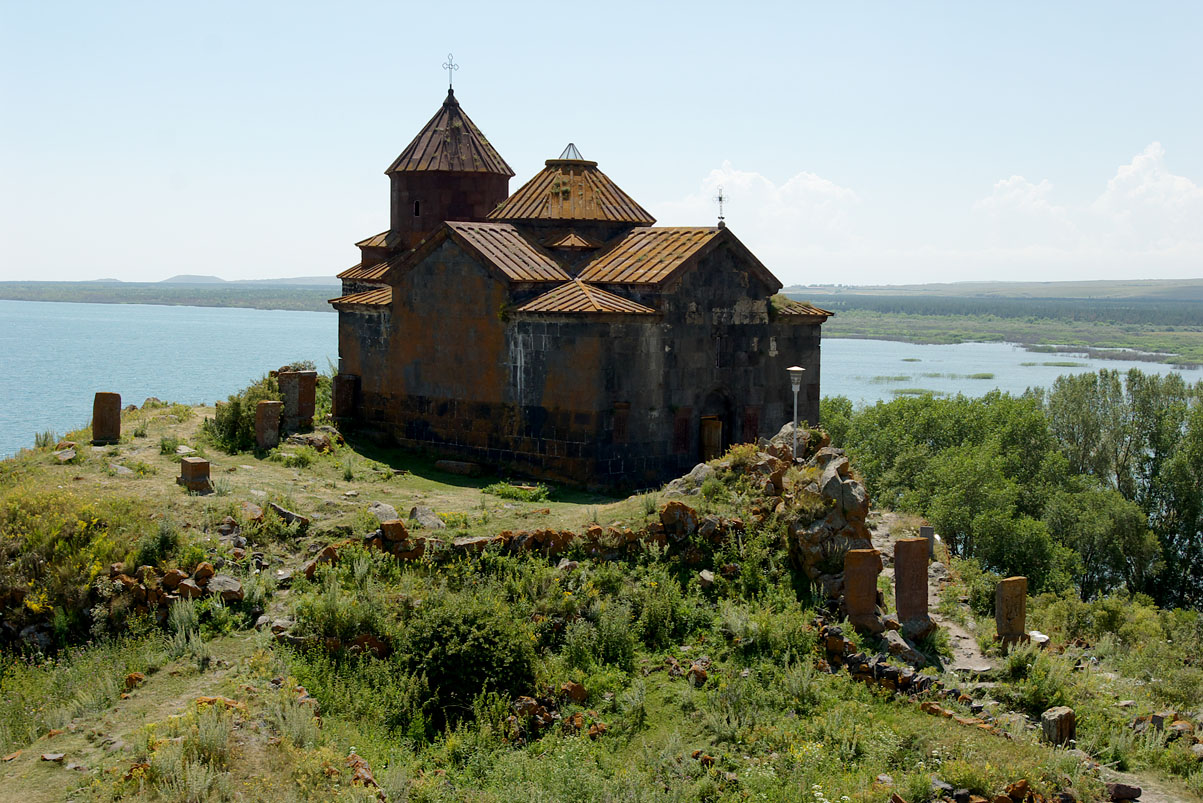
هايرافانك، تعود للقرن التاسع
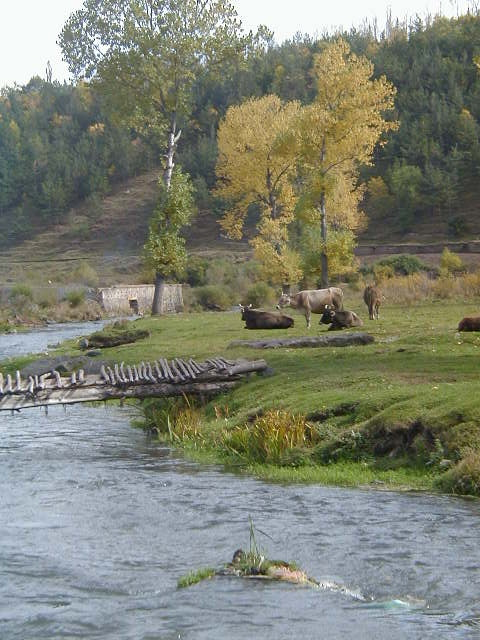
نهر غيتيك
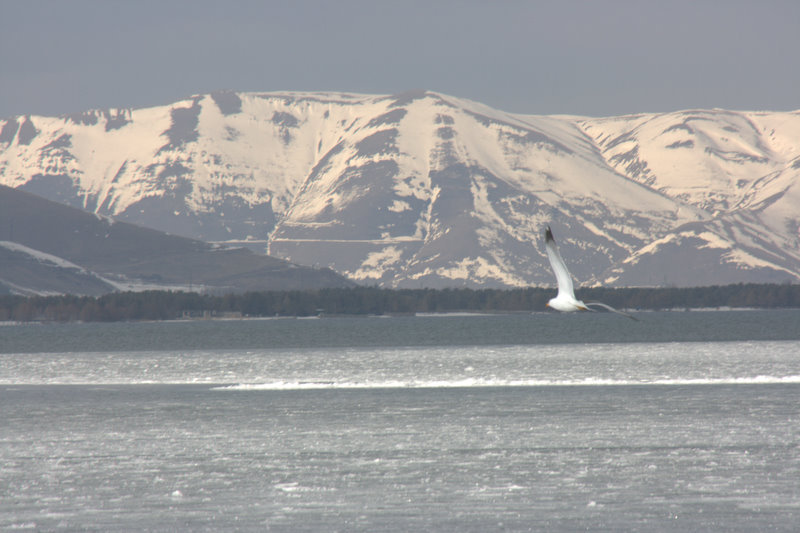
فصل الربيع في غغاركونيك